# Семюел Паттен
Семюел Паттен (англ. Samuel Patten, 23 травня 1963) — австралійський академічний веслувальник.
Бронзовий призер Олімпійських Ігор 1984 року в складі вісімки, учасник 1988, 1992 років.
Чемпіон світу 1990 року в складі розпашної четвірки без стернового, бронзовий призер 1983 року в складі вісімки.